# 문시우
문시우(2002년 7월 7일~)는 대한민국의 컬링 선수이다.